# Филипович Людмила Олександрівна
Людмила Олександрівна Филипович (нар. 7 серпня 1956, Чернівці) — українська філософиня, релігієзнавиця. Докторка філософських наук, професорка, завідувачка відділу філософії та історії релігії Інституту філософії імені Г. С. Сковороди Національної Академії наук України, професорка Національного університету «Києво-Могилянська Академія». Віцепрезидентка Української асоціації релігієзнавців, виконавча директорка Центру релігійної інформації і свободи Української асоціації релігієзнавців.

## Біографія
Людмила Филипович народилась 7 серпня 1956 року в м. Чернівці. 1973 року вступила на історичний факультет Чернівецького державного університету, згодом продовжила навчання в Омському державному університеті, який закінчила у 1979 році. По закінченню університету у 1979—1983 роках працювала інспекторкою Президії НАН України. У 1983—1988 роках навчалась в аспірантурі Інституту філософії НАН України, по закінченню якої у 1989 році захистила дисертацію на здобуття наукового ступеня кандидата філософських наук на тему: «Філософський аналіз православно-богословської концепції моральних якостей людини».
У 1988 році Людмила Филипович починає викладацьку діяльність на кафедрі релігієзнавства Київського національного університету імені Тараса Шевченка. У 1988—2004 роках — старша викладачка, з 1992 — доцентка, 2002—2004 — професорка. Викладала курси «Релігієзнавство», «Географія релігій», «Конфесійно-практичне релігієзнавство», «Нові релігійні течії», «Історія християнства».
З 1992 року наукова співробітниця Інституту філософії НАН України. У 1996—1999 докторантка Інституту філософії НАН України, по закінченню докторантури у 2000 році захистила дисертацію на здобуття наукового ступеня доктора філософських наук за спеціальністю релігієзнавство за темою «Етнологія релігії: традиція вітчизняного осмислення і теоретичне вирішення проблем співвідношення релігії та етносу». У 1999—2003 роках — провідна наукова співробітниця Інституту філософії НАН України, з 2003 року завідувачка відділу історії релігії та практичного релігієзнавства, а з 2016 відділу філософії та історії релігії Інституту філософії імені Г. С. Сковороди Національної Академії наук України.

## Наукова діяльність
Сфера наукових інтересів Людмили Филипович — історія релігії і релігієзнавчої думки України, історія та етнологія релігії, методологічні та теоретичні проблеми релігієзнавства, нові релігійні течії, свобода релігій, міжрелігійний діалог, державно-церковні відносини, релігієзнавча освіта, релігія і масмедіа. Людмила Филипович — фундаторка української школи етнологів релігії. Підготувала як наукова керівниця 15 кандидатів і докторів філософських наук.
Людмила Филипович — віцепрезидентка Української асоціації релігієзнавців, віцепрезидентка Української асоціації релігійної свободи, членкиня Правління Міжнародної асоціації дослідників релігії Центральної та Східної Європи (Польща), членкиня Міжнародного Товариства наукового дослідження релігії (США), співголова Наукового координаційної ради з проблем релігії в країнах СНД і Балтії. Афілійована членкиня і координаторка наукового представництва українських вчених в різноманітних міжнародних фахових товариствах, зокрема International Association for the History of Religion, European Association of the Study of Religions. Керівниця секції «Історія релігії. Релігієзнавство» Малої академії наук. Членкиня редколегій багатьох філософських і релігієзнавчих журналів. Авторка близько 500 наукових публікацій — статей, навчально-методичних матеріалів, кількох монографій.

## Педагогічна діяльність
Людмила Филипович викладає курси та спецкурси «Академічне релігієзнавство», «Етнологія релігії», «Географія релігій», «Конфесійне релігієзнавство», «Феноменологія релігії», «Практичне релігієзнавство», «Нові релігійні течії», «Історія християнства», «Церковно-державні відносини», «Свобода релігії» та інші у кількох університетах України. Від 1993 року і дотепер старша викладачка, доцентка, професорка Національного університету «Києво-Могилянська Академія», з 2015 — професорка Української академії лідерства. У 1993—2004 роках — старша викладачка, доцентка, професорка Київського національного університету імені Т. Г. Шевченка, 2001—2012 — професорка Чернівецького національного університету імені Ю.Федьковича, 2007—2013 — професорка Прикарпатського національного університету імені В.Стефаника, 2001—2005 — професорка Національного університету «Острозька Академія».
З 2000 року викладає у різних духовних навчальних закладах, зокрема з 2013 і дотепер — професорка Духовної Трьохсвятительської семінарії  УГКЦ (Княжичі), з 2015 — професорка Волинської православної богословської академії  УПЦ КП (Луцьк).

## Основні праці
- Релігійна духовність українців: вияви, постаті, стан (1997, у співавторстві з Колодним А.М.)
- П. Могила: богослов, церковний і культурний діяч (1997, у співавторстві)
- Етнологія релігії. Теоретичні проблеми. Вітчизняна традиція осмислення (2000)
- Нові релігійні течії: український контекст: огляд, документи, переклади (2000, у співаторстві)
- Релігія і нація в суспільному житті України й світу (2006, у співаторстві)
- Мірча Еліаде як класик світового релігієзнавства (2007, у співаторстві)
- Практичне релігієзнавство (2007, у співаторстві)
- New Religious Movements in Ukraine: Real and Fictitious Threats / Pantheon. Journal for study of religions. Vol.5, No.7. (2010).
- Майдан і Церква: хроніка подій та експертна оцінка (2014)
- Роль експертних товариств у сфері політики, охорони довкілля, культури та релігійного життя в Україні та Білорусі (2014)
- Религиозные организации в общественном пространстве Белоруси и Украины: формирование механизмов партнерства (2014)
- Культура релігійного життя. Вибрані праці (2016)